# Hank Aaron
Hank Aaron, właśc. Henry Louis Aaron (ur. 5 lutego 1934 w Mobile, zm. 22 stycznia 2021 w Atlancie) – amerykański baseballista.

## Zarys kariery
Grał w Major League Baseball w latach 1954–1976. Przez całą karierę występował w dwóch klubach – w Milwaukee Braves i w Milwaukee Brewers przez ostatnie 2 lata swej kariery zawodnika. W ciągu niej grał 25 razy w All Star Game, zwyciężył w World Series i zdobył tytuł MVP National League w 1957. Jego numer (44) został zastrzeżony zarówno przez Braves, jak i przez Brewers. W 1982 został wybrany do Baseball Hall of Fame.
Do 7 sierpnia 2007 posiadał rekord na największą liczbę home runów w Major League Baseball – jego rekord poprawił Barry Bonds. Zmarł 22 stycznia 2021 w wieku 86 lat wskutek rozległego udaru mózgu.

## Odznaczenia
- 2001  Prezydencki Medal Obywatelski
- 2002  Prezydencki Medal Wolności